# Wakasa (provincia)

Mappa delle province giapponesi con la provincia di Wakasa evidenziata

Wakasa (若狭国?, Wakasa-no kuni) fu una provincia del Giappone nell'area che corrisponde all'odierna prefettura di Fukui. Confinava con le province di Echizen, Omi, Tamba, Tango e Yamashiro. Capitale della provincia era Obama.

## Centrali nucleari
L'area di Wakasa contiene cinque centrali nucleari ed è soprannominata "downtown delle centrali nucleari".